# América Latina Logística

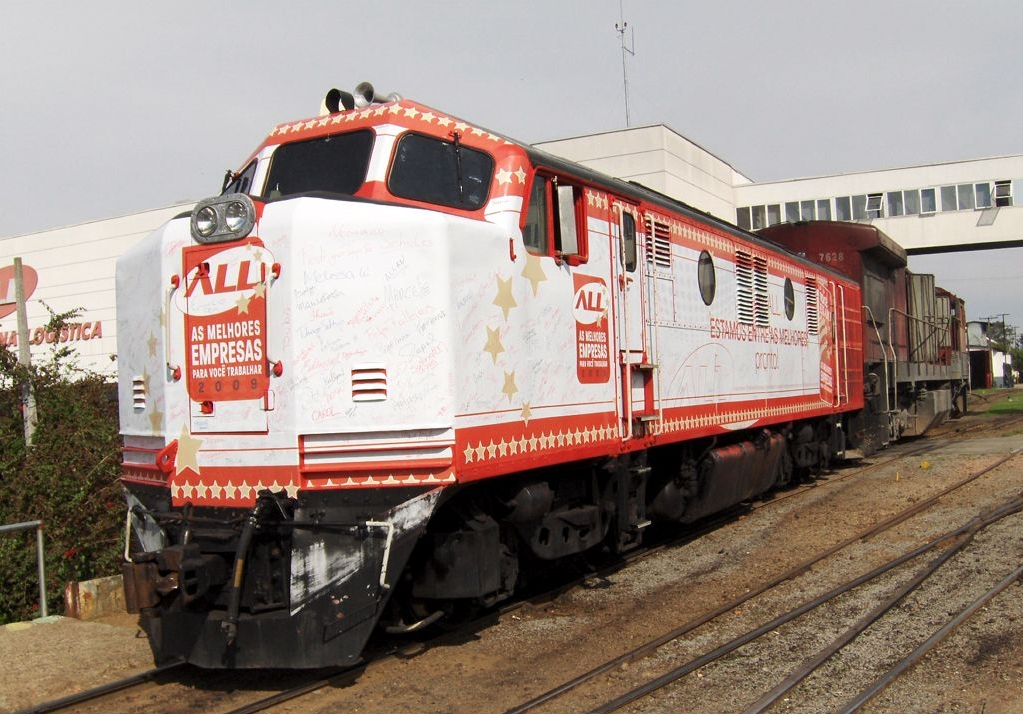
Diesellok der ALL auf der Strecke

América Latina Logística S.A. (ALL) war ein vor allem in Brasilien und Argentinien agierendes Verkehrs- und Logistikunternehmen, das zahlreiche Eisenbahnstrecken in beiden Ländern betreibt. In Brasilien war der Konzern in vier Unternehmen aufgeteilt:
- ALLMN – América Latina Logística Malha Norte S.A.; (Streckennetz im Norden)
- ALLMO – América Latina logística Malha Oeste S.A.; (Streckennetz im Westen)
- ALLMP – América Latina Logística Malha Paulista S.A.; (Streckennetz im Staat São Paulo)
- ALLMS – América Latina Logística Malha Sul S.A.; (Streckennetz im Süden)

2015 übernahm nach einer Fusion Rumo Logística den Betrieb.

## Geschichte
1996 gewann eine Investorengruppe die Konzession für den Betrieb der Eisenbahnstrecken in den südlichen brasilianischen Bundesstaaten Paraná, Santa Catarina und Rio Grande do Sul. Die Ferrovia Sul Atlântico wurde zum 13. Dezember 1996 gegründet und nahm im Jahr 1997 den Betrieb auf.
Ab Dezember 1998 dehnte die Ferrovia Sul Atlântico mittels einer Kooperation mit dem Unternehmen Ferroban seinen Betrieb auch auf São Paulo (Bundesstaat) aus. Im August 1999 gewann das Unternehmen zudem die Konzession für den Güterverkehr auf den argentinischen Schienennetzen Ferrocarril General Urquiza und Ferrocarril General San Martín. Damit wurde das Schienennetz der Gesellschaft praktisch verdoppelt. Um einen in beiden Ländern verständlichen Namen zu haben, benannte sich das Unternehmen in América Latina Logística (ALL) um. Im Juli 2001 wurde auch der Betrieb der Gesellschaft Delara in das Unternehmen integriert, was dazu führte, dass ALL zum größten Eisenbahnlogistik-Unternehmen in Lateinamerika  aufstieg.
2006 wurde der Zusammenschluss von ALL mit Brasil Ferrovias und Ferrovia Novoeste S.A. durch Aktientausch möglich gemacht. Im Oktober 2008 konnte ein Vertrag mit dem Papierhersteller Votorantim Celulose e Papel (VCP), heute Fibria, für einen Zeitraum von zwanzig Jahren abgeschlossen, der den Transport von Cellulose der Fabrik Unidade Três Lagoas in Três Lagoas in Mato Grosso do Sul nach Santos im Staat São Paulo umfasst. Der Betrieb begann im April 2009.

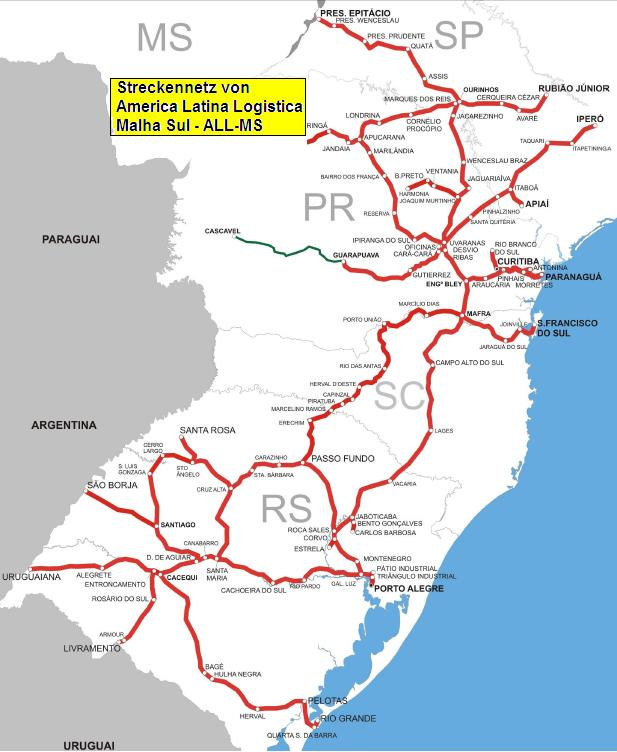
Streckenplan der ALLMS – América Latina Logística Malha Sul S.A.
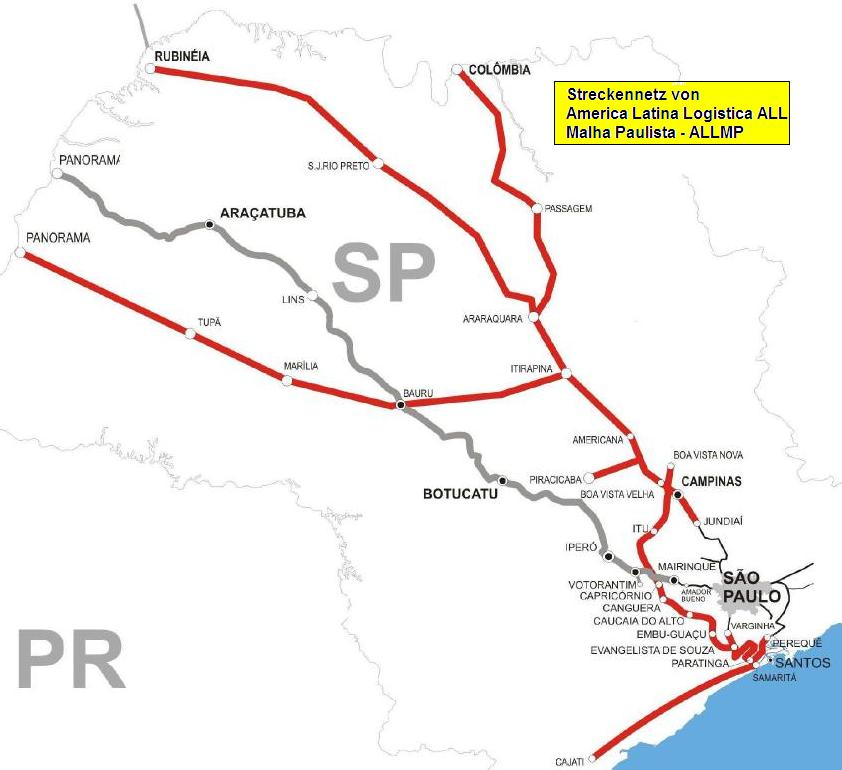
Streckenplan der ALLMP – América Latina Logística Paulista S.A.
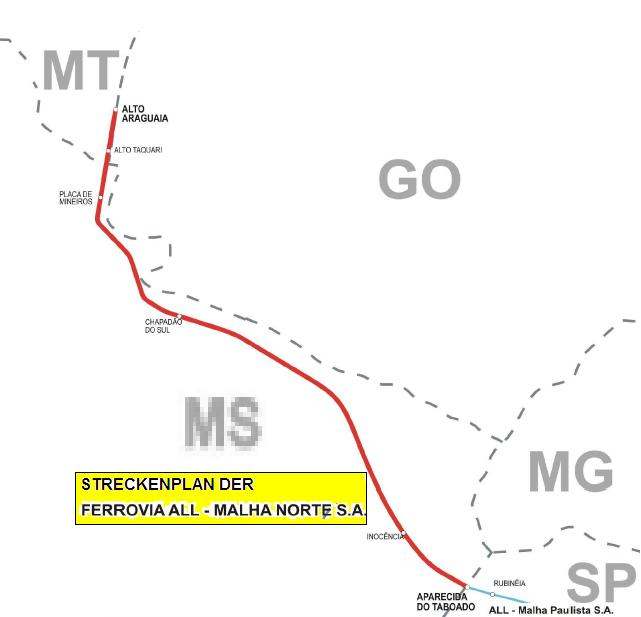
Streckenplan der ALLMN – América Latina Logística Malha Norte S.A.
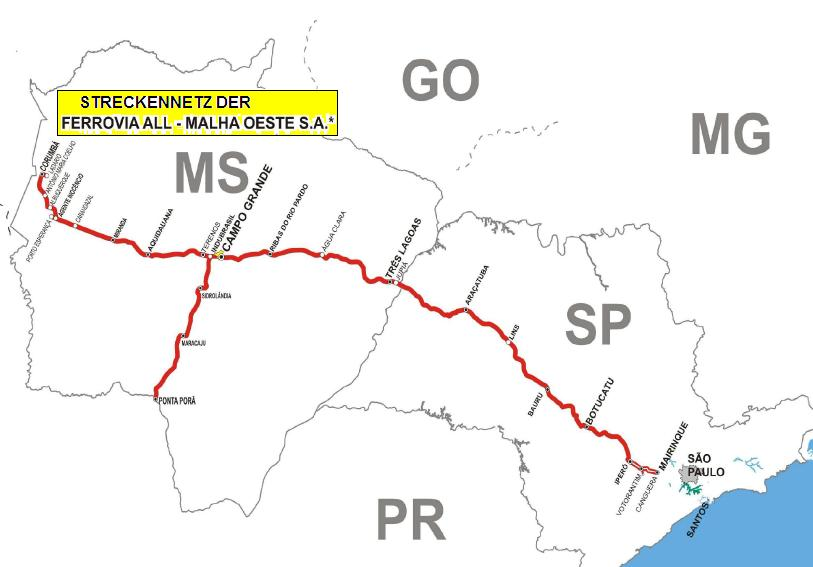
Streckenplan der ALLMO – América Latina Logística Malha Oeste S.A.